# Piet Wernink
Petrus Adrianus "Piet" Wernink, Jr., né le 1er avril 1895 à Oudshoorn et mort le 29 novembre 1971 à Wassenaar, est un skipper néerlandais.

## Biographie
Avec les frères Joop Carp et Berend Carp sur le voilier Oranje, il remporte la médaille d'or du 6.5m SI aux Jeux olympiques de 1920 à Amsterdam.
Il est officier de l'ordre d'Orange-Nassau.

## Distinctions
- Officier de l'ordre d'Orange-Nassau